# Mornay (Saône-et-Loire)
Mornay ist eine französische Gemeinde mit 142 Einwohnern (Stand: 1. Januar 2022) im Département Saône-et-Loire in der Region Bourgogne-Franche-Comté (vor 2016 Bourgogne). Sie gehört zum Arrondissement Charolles und zum Kanton Charolles (bis 2015: Kanton Saint-Bonnet-de-Joux). 

## Geographie
Mornay liegt etwa 56 Kilometer südwestlich von Chalon-sur-Saône.
Nachbargemeinden von Mornay sind Ballore im Norden, La Guiche im Nordosten, Saint-Bonnet-de-Joux im Osten und Südosten, Viry im Süden und Südwesten sowie Martigny-le-Comte im Westen und Nordwesten.

## Bevölkerungsentwicklung
| Jahr                      | 1962 | 1968 | 1975 | 1982 | 1990 | 1999 | 2006 | 2011 | 2016 |
| Einwohner                 | 251  | 231  | 190  | 181  | 159  | 164  | 134  | 128  | 128  |
| Quelle: Cassini und INSEE |      |      |      |      |      |      |      |      |      |

## Sehenswürdigkeiten
- Gallo-römische Ruinen, Monument historique

Kirche Sainte-Thérèse-de-l’Enfant

- Kirche Sainte-Thérèse-de-l’Enfant